# 莫少聰
莫少聰（英語：Max Mok Siu Chung，1960年12月2日—），香港男演員及歌手。曾為麗的電視及無綫電視（合約藝員）旗下藝人；1979年，莫少聰以翌年簽署成為邵氏兄弟電影及電視演員公司身份而出道、1980年，莫少聰曾參加麗的電視舉辦的「慧眼識新星」比賽成為後簽約該電視台旗下合約藝員，1988年，莫少聰憑藉電影《中國最後一個太監》成名；，並且入圍第24屆金馬獎最佳男主角獎，他既是香港明星足球隊的成員，又是一名佛教徒。

## 背景
莫少聰早年就讀高雷中學（大角咀福全街舊校）。本來打算投考警察，並已通過面試，可以接受訓練。然而因為父親反對而作罷，轉向娛樂圈發展。起初他任職文員，不久於1980年4月參加麗的電視為期三個月的「慧眼識新星」藝員訓練班時，由於表現出色，結果在同年7月的簽約儀式中與李秉鏜、顧紀筠、倪詩蓓、方珍妮等學員一同被簽為麗的旗下藝人。莫後來在1982年進入邵氏兄弟公司，首部參演作品是《清宮啟示錄》。另外也曾出演《武林聖火令》（1983）等影片。後陸續接拍《魔翡翠》（1986）、《最佳女婿》、《龍之家族》（1988）等，以及接拍麗的電視電視劇。
在1980年代，莫少聰曾於參與多部電視電影演出，因多次外型俊美、身手俐落，除此之外曾在電影及電視劇中，莫少聰相當有觀眾緣而片約不斷。在電影《龍鳳茶樓》拍攝時親自參與危險動作演出，從高樓躍下導致腰椎嚴重受傷，休養兩年之久。偶爾於無綫電視等電視台參與演出。此外，他曾兩度入圍台灣金馬獎，分別是憑《中國最後一個太監》獲提名1987年第24屆金馬獎「最佳男主角」及憑《黃飛鴻之二：男兒當自強》入圍1992年第29屆金馬獎「最佳男配角」。而他以往亦在1984年憑《武林聖火令》得到第3屆香港電影金像獎「最佳新人」提名。1989年再憑《中國最後一個太監》獲提名第8屆香港電影金像獎「最佳男主角」。期間於1984年至1988年留在台灣發展。踏入2000年代，莫仍淡出電視圈後不時參演劇集，如《大醉俠》、《一江春水》、《新父子時代》等，同時持續參演的踏入電影界《一個好爸爸》、《少年阿虎》、《大玩家》等。
篤信佛教的莫少聰在2003年起進入西藏偏遠地區勘景，花了七年時間（2002年開始籌備）自資拍攝長篇紀錄片《少聰心靈日記 堅持與夢想》，詳實紀錄西藏與青海等地佛教文明及風土人情。2010年4月青海省發生2010年玉樹地震；他親組賑災團隊「少聰愛心關懷行動」，邀集多位港星親赴偏遠窮困災區並發放物資賑災；團隊活動至今仍然持續，但範圍不在限於中國內地。後來在2011年4月15日，莫在北京朝陽區因吸食大麻遭公安逮捕，兩週後獲釋。有人懷疑他被陷害。莫少聰被捕後將把毒品給自己的人告訴警方。此後，他繼續擔任紀錄片導演，執導短片作品《一個人的馬拉松》，長篇紀錄片《堅持與夢想》。2012年初，莫少聰與中國大陸演員楊童舒共同領銜主演的電影《關于愛情和那些魔鬼》入圍，於2012年紐約影展

## 個人生活
莫少聰於1982年與麗的電視女演員靜子原定於同年年中舉行婚禮，卻未有成事。他曾與女藝人上山詩鈉拍拖。又和洪欣相戀，傳洪欣強力介入他與多年女友感情。其後洪欣未婚懷孕，於2000年8月16日誕下一子莫鎬濂（現名張鎬濂），卻由于莫不肯结婚，只得携子離開。至2011年，莫少聰與孫雲玲註冊結婚。二人於同年起育有女兒，最後在2016年離婚。
另外，莫少聰曾在參與「民主歌聲獻中華」活動以支持了1989年八九民主運動。而他之所以信奉佛教，原因出於他於1987年與人在清水灣道非法賽車，結果其座駕撞上山坡，並凌空打轉墜地。其時莫沒有受傷，且自覺被當年藏在銀包內的靈符保佑，所以自此開始信佛。

## 其他
2000年代或前後期；決定淡出了香港的影視圈，莫少聰近年在主要效力至開始從事商界，莫少聰亦會與林國斌、盧惠光、雷宇揚及何家勁等人在轉行任職投身到灣仔告士打道伊利沙伯大廈這間之地下開設酒吧的「One Night Stand Cafe Bar」啤酒廠等等、偶爾間中參與客串演出香港或中國內地電影和電視劇等等，因長相與香港演員馮寶寶相似，在2010年代即在台灣網路謠傳馮寶寶與其為親姊弟關係，後證實為謠傳。

## 演出作品

### 電視劇

#### 麗的電視
| 年份   | 劇名       | 角色                                               | 合演                                                          |
| 1980年 | 湖海爭霸錄 | 小德昌                                             | 米 雪、余安安、徐少強、梁小龍、曾 江、文雪兒、秦 沛           |
| 1980年 | 大內群英   | 胤禟                                               | 萬梓良、米 雪、姜大衛、伍衛國、梁小龍、盧宛茵、魏秋樺、鮑漢琳 |
| 1980年 | 風塵淚     | 吳世凡                                             | 朱 江、恬 妮、方珍妮、文千歲、劉松仁、張德蘭、劉一帆、阮佩珍  |
| 1980年 | 四口之家   | 韋子洋                                             | 朱 江、梁淑莊、鄭文雅、吳正元                                 |
| 1981年 | 女媧行動   | 明 仔                                              | 朱 江、余安安、梁小龍、黃植森、張 瑛、吳 回                   |
| 1981年 | 遊俠張三丰 | 晉王                                               | 萬梓良、陳秀雯、張國榮、羅樂林、秦沛、曾江、曹達華、楊澤霖    |
| 1981年 | I.Q.成熟時 | 古耀輝                                             | 蔡楓華、莊靜而、鄧藹霖、鍾保羅、車保羅、鄧慧詩                |
| 1981年 | 武俠帝女花 | 左雲苓                                             | 劉松仁、米 雪、姜大衛、余安安、張 瑛、曹達華                  |
| 1981年 | 甜甜廿四味 | 李一男 (Yor)（第八集起頂替受傷而辭演的演員鍾保羅） | 張國榮、倪詩蓓、關之琳、鍾保羅、文雪兒、邵音音                |
| 1981年 | 我要高飛   |                                                    | 卡迪遜、鄧綠茵、陳秀雯、李賽鳳、王書麒、陳曼娜、苗金鳳        |

#### 無綫電視
| 年份   | 劇名       | 角色   | 合演                                           |
| 1988年 | 義薄雲天   | 周永   | 關禮傑、鄧萃雯、李國麟、鮑 方                  |
| 1994年 | 新父子時代 | 李世民 | 黃日華、梁小冰、張國強、何婉盈、鄭家麟、陳榮峻 |

#### 香港電台電視部
| 年份   | 劇名                                      | 角色       | 合演                  |
| 1981年 | 城市故事：同心協力 （页面存档备份，存于） | 健仔       | 黃小玲                |
| 1984年 | 獅子山下：我的教練 （页面存档备份，存于） | 年青運動員 | 朱 江、鮑翠薇、林偉健 |

#### 臺灣電視劇
| 年份   | 劇名             | 角色          | 合演                                                                       |
| 1985年 | 傲嘯江湖         | 金小换        | 顧冠忠、劉雪華、應曉薇、謝屏南、陳慧樓                                     |
| 1985年 | 俠客行           | 石中玉 小狗子 | 趙永馨、趙家蓉、周曉雲、張復健、常 楓、龍 隆                               |
| 1985年 | 楓葉盟           | 龍非          | 汪 禹、米 雪、陳亞蓮、鄭宜雰、田 豐、謝祖武、張冰玉、曹 蘭、曾國峰、闞水源 |
| 1985年 | 火鳳凰           | 不詳          | 冼煥貞、羅吉鎮、張富美、曹蘭、尹寶蓮、雷鳴、謝祖武、韓甦、王小鳳、劉少君   |
| 1987年 | 圓環兄弟情       | 丁仲義        | 沈 雁、徐 明、姚厚德、張復建、慕思成                                       |
| 2000年 | 陸小鳳之決戰前後 | 沙 曼         | 林志穎                                                                     |

#### 其他

##### 中國大陸電視劇
| 年份   | 劇名                   | 角色   | 合演                                                         |
| 1997年 | 亡命天涯               | 華 光  | 劉松仁、關詠荷、吳家麗、洪 欣、麻 姑、連 凱                  |
| 1999年 | 情書                   | 嚴春生 | 徐静蕾、李亞鵬、潘 虹、劉耕宏、倪志強、嚴 寬                 |
| 1999年 | 濠江有情               | 賈力強 | 湯鎮宗、劉 孜、童愛玲、高 發、張叠文、趙海生                 |
| 1999年 | 袁崇煥傳               | 袁崇煥 | 梁小冰、徐錦江、夏 俊、郭浩明、馮婉喬、李香琴                |
| 2001年 | 生命逃亡               |        |                                                              |
| 2002年 | 大醉俠                 | 楚萬心 | 趙文卓、楊恭如、楊若兮、李勇勇、董曉燕、于月仙               |
| 2004年 | 天下奇謀               | 佟雲開 | 傅 彪、徐 帆、王慧娟、陸詩雨、張定涵、英 達                  |
| 2005年 | 一江春水               | 魏家寶 | 蕭 薔、于榮光、王 冰、遲 帥、羅珊珊、李 玥                   |
| 2008年 | 孫子兵法               | -      | 郭晉安、關詠荷、鄭則仕、吳毅將、徐錦江、黎美嫻、劉 洵、汪 禹 |
| 2012年 | 仙女湖之墨仙           | 漆雕烈 | 貢 米、陳 龍、恬 妞、廖京生、林妙可、彭 丹                   |
| 2012年 | 戀了愛了               | 藍啟明 | 嚴 寬、杜若溪、高 瑜、岳躍利、沈 泰、龐小珂                  |
| 2017年 | 紅門兄弟（2013年拍攝） | 崔陽   |                                                              |

### 電影
| 年份   | 片名                                   | 角色          |
| 1982年 | 《清宮啟示錄》                         | 愛新覺羅·允禵 |
| 1983年 | 《武林聖火令》                         | 尹天仇        |
| 1983年 | 《妖魂》                               |               |
| 1985年 | 《馬路英雄》                           |               |
| 1985年 | 《水兒武士》                           |               |
| 1985年 | 《錯體人》                             |               |
| 1987年 | 《魔翡翠》                             |               |
| 1988年 | 《最佳女婿》                           | 大眼龍        |
| 1988年 | 《龍之家族》                           |               |
| 1988年 | 《中國最後一個太監》                   | 劉來喜        |
| 1988年 | 《黑心鬼》                             | 陳星辰        |
| 1989年 | 《小小小警察》                         |               |
| 1989年 | 《沖天小子》                           |               |
| 1989年 | 《飛越危牆》                           |               |
| 1989年 | 《鬼媾人》                             |               |
| 1989年 | 《人海孤鴻》                           |               |
| 1989年 | 《群龍戲鳳》                           | 麥芽糖        |
| 1989年 | 《忠義群英》                           |               |
| 1989年 | 《福祿雙星1989》                       |               |
| 1990年 | 《血洗洪花亭》                         |               |
| 1990年 | 《富貴兵團》                           | 飛行員        |
| 1990年 | 《喋血江湖》                           |               |
| 1990年 | 《禿鷹檔案》                           | Stave 周宏    |
| 1990年 | 《無悔行動》                           |               |
| 1990年 | 《越軌行動》                           |               |
| 1990年 | 《最佳賊拍檔》                         |               |
| 1990年 | 《龍鳳茶樓》                           |               |
| 1990年 | 《壯志豪情》                           | 駱應聰        |
| 1991年 | 《帶子洪郎》                           |               |
| 1992年 | 《黃飛鴻之二男兒當自強》               | 梁寬          |
| 1992年 | 《中國最後一個太監第二章：告別紫禁城》 |               |
| 1992年 | 《夏日情人》                           |               |
| 1992年 | 《證人》                               |               |
| 1992年 | 《積奇瑪莉》                           |               |
| 1993年 | 《馬路英雄》                           |               |
| 1993年 | 《走上不歸路》                         |               |
| 1993年 | 《黃飛鴻之三獅王爭霸》                 | 梁寬          |
| 1993年 | 《刺客新傳之殺人者唐斬》               |               |
| 1993年 | 《劍奴之血獒劫》                       |               |
| 1994年 | 《燈籠 》                              |               |
| 1994年 | 《愛的種子》                           |               |
| 1994年 | 《黃飛鴻之四王者之風》                 | 梁寬          |
| 1994年 | 《霓虹光管高高掛之女子公寓》           |               |
| 1994年 | 《火雲傳奇》                           |               |
| 1994年 | 《黃飛鴻之五龍城殲霸》                 | 梁寬          |
| 1994年 | 《地下賭王》                           | 阿宗          |
| 1995年 | 《燃情狙擊手》                         | 巩君          |
| 1995年 | 《追殺證人》                           |               |
| 1996年 | 《危險任務》                           |               |
| 1997年 | 《黃飛鴻之西域雄獅》                   |               |
| 1997年 | 《囍氣逼人》                           | 周力平        |
| 1998年 | 《魑魅魍魎》                           |               |
| 1998年 | 《黃金惡夢》                           |               |
| 1999年 | 《虎膽俠情》                           |               |
| 2001年 | 《新漫畫小子》                         |               |
| 2003年 | 《少年阿虎》                           | 大炮畢        |
| 2004年 | 《精裝追女仔2004》                     |               |
| 2004年 | 《夫妻住對門》                         |               |
| 2004年 | 《醉劍恩仇錄》                         |               |
| 2005年 | 《少年遊俠》                           |               |
| 2005年 | 《出位》                               |               |
| 2006年 | 《黃飛鴻五大弟子》                     |               |
| 2007年 | 《四大金釵》                           |               |
| 2008年 | 《一個好爸爸》                         |               |
| 2012年 | 《關於愛情和那些魔鬼》                 | 醫生          |
| 2013年 | 《小心没有影子的人》                   |               |
| 2013年 | 《光輝歲月》                           |               |
| 2016年 | 《惡靈之門》                           | 泽田          |
| 2018年 | 《古墓兽影》                           | 卓健凉        |
| 2022年 | 《楼兰古卷之沙海魔窟》(網絡電影)       | 陈霄          |

## 音樂作品

### 音樂專輯
| 專輯資料                                     | 曲目 |
| -------------------------------------------- | --- |
| 半個情人 - 發行日期：1992年 - 語言：國語     | 曲目 1. 半個情人 2. 乖乖的回家 3. Someday 4. 唱給一個人 5. 夢寐以求 6. 你的眼睛讀我一生 7. 愛到看見自己錯 8. 欠你一個吻 9. 記住你的笑 10. 你還在哭嗎                                   |
| 你在九月離開 - 發行日期：1992年 - 語言：國語 | 曲目 1. 你在九月离开 2. 疯要疯的精采 3. 情是那么深 4. 庞克夜晚（FUNKY NIGHT） 5. 如果今生来世还有爱 6. 别笑别说别懂 7. 痴心和勇气 8. 悲剧中的人 9. 给你的歌 10. 你在九月离开（演奏曲） |
| 還是愛妳 - 發行日期：1993年6月 - 語言：粵語  | 曲目 1. 玩肚饿 2. 无声的告别 3. 最佳女主角 4. 再见你的晚上 5. 这夜有没有天亮 6. 越恨越爱 7. 斜望 8. 其实我还是爱你 9. 终于都失去你 10. 回来身边好吗?                                   |
| 與你相逢 - 發行日期：1994年 - 語言：國語     | 曲目 1. 與你相逢 2. 情緣如夢 3. 從分手到回頭 4. 我要就要更多 5. 明天我會愛誰 6. 只有你 7. 照鏡子 8. 等過問過是不是就算愛過 9. 夜夜陪你入夢 10. 今夜我不想聽你說再見                    |
| 牽絆一生的愛 - 發行日期：1994年 - 語言：國語 | 曲目 1. 牽絆一生的愛 2. 放心不下的情人 3. 等你心回意轉 4. 愛過以後 5. 你編織我的愛情 6. 越陷越深 7. 感情用事的人 8. 愛到這一晚 9. 把全部的愛都留給我 10. 愛到不能再錯                  |

### 主題曲
- 人之初：《新父子時代》主題曲

### 插由
- 我走了：「新父子時代」插由

## 外部連結
- 莫少聰的新浪微博
- 莫少聰在香港影庫上的簡介
- 莫少聰在豆瓣上的资料（简体中文）
- 莫少聰在时光网上的簡介（简体中文）